# Heriades rufifrons
Heriades rufifrons är en biart som beskrevs av Cockerell 1932. Heriades rufifrons ingår i släktet väggbin, och familjen buksamlarbin. Inga underarter finns listade i Catalogue of Life.